# Llista de rius de l'Alcalatén
Llista de rius, rambles i barrancs a la comarca de l'Alcalatén, al País Valencià.
| Nom                  | Tipus   | Conca       | Superfície conca | Longitud | Cabal | Naixement                                                    | Naixement                                              | Desembocadura                           | Desembocadura                                          | Foto |
| Nom                  | Tipus   | Conca       | Superfície conca | Longitud | Cabal | Lloc                                                         | Coord.                                                 | Lloc                                    | Coord.                                                 |      |
| -------------------- | ------- | ----------- | ---------------- | -------- | ----- | ------------------------------------------------------------ | ------------------------------------------------------ | --------------------------------------- | ------------------------------------------------------ | ---- |
| la Vídua             | rambla  | riu Millars | 1.510 km²        | 41 km    | n/d   | Pla de la Volta (Culla, les Useres i la Serra d'en Galceran) | 40° 13′ 12″ N, 0° 05′ 09″ O / 40.2201201°N,0.0859343°O | riu Millars (Almassora)                 | 39° 57′ 14″ N, 0° 05′ 12″ O / 39.9540066°N,0.086771°O  |      |
| Llucena              | riu     | riu Millars | n/d              | n/d      | n/d   | Massís del Penyagolosa (Xodos)                               | 40° 13′ 11″ N, 0° 17′ 03″ O / 40.21961°N,0.28425°O     | rambla de la Vídua (l'Alcora)           | 40° 04′ 37″ N, 0° 09′ 45″ O / 40.0769°N,0.1625°O       |      |
| els Flares           | barranc | riu Millars | n/d              | n/d      | n/d   | Massís del Penyagolosa (Xodos)                               | 40° 13′ 24″ N, 0° 19′ 21″ O / 40.2234575°N,0.3224429°O | riu de Llucena (Xodos)                  | 40° 13′ 23″ N, 0° 16′ 41″ O / 40.223003°N,0.278068°O   |      |
| la Font de Més Amunt | barranc | riu Millars | n/d              | n/d      | n/d   | Serra de la Creu (les Useres)                                | 40° 09′ 56″ N, 0° 12′ 19″ O / 40.1656841°N,0.2051934°O | barranc del Molinar (les Useres)        | 40° 09′ 22″ N, 0° 08′ 57″ O / 40.1561073°N,0.1492962°O |      |
| el Molinar           | barranc | riu Millars | n/d              | n/d      | n/d   | Serra de la Creu                                             | n/d                                                    | rambla de la Vídua (les Useres, Costur) | 40° 07′ 49″ N, 0° 07′ 49″ O / 40.1302397°N,0.1303169°O |      |
| la Ramblella         |         | riu Millars | n/d              | n/d      | n/d   | les Useres                                                   | 40° 13′ 22″ N, 0° 07′ 50″ O / 40.2227619°N,0.1304849°O | rambla de la Vídua (les Useres)         | 40° 08′ 10″ N, 0° 06′ 21″ O / 40.1360261°N,0.1059219°O |      |
| Araia                | barranc | riu Millars | n/d              | n/d      | n/d   | Serra de l'Alcora (l'Alcora)                                 | 40° 04′ 57″ N, 0° 19′ 24″ O / 40.0825284°N,0.3234312°O | Riu Millars (embassament del Sitjar)    | 40° 01′ 41″ N, 0° 14′ 31″ O / 40.0279834°N,0.241862°O  |      |